# Primera División de la Federación Uruguaya de Football
El campeonato de Primera División de la Federación Uruguaya de Football fue un torneo de fútbol organizado en Uruguay entre 1923 y 1925, durante el cisma del fútbol uruguayo.
Fue organizado por la Federación Uruguaya de Football, entidad disidente de la Asociación Uruguaya de Fútbol fundada tras la desafiliación de Peñarol y Central de la AUF ocurrida durante el campeonato Uruguayo de 1922.
Solo dos torneos (1923 y 1924) llegaron a completarse, ya que en 1925 la intervención del gobierno uruguayo para lograr la unificación del fútbol interrumpió el campeonato de ese año.

## Títulos por año
Los torneos de la Federación Uruguaya de Football no son oficializados por la Asociación Uruguaya de Fútbol.
| Año  | Campeón            |
| ---- | ------------------ |
| 1923 | Atlético Wanderers |
| 1924 | Peñarol            |
| 1925 | No culminó         |